# Édgar Crespo
Edgar Roberto Crespo Echeverría, född 11 maj 1989, är en panamansk simmare.
Crespo tävlade för Panama vid olympiska sommarspelen 2008 i Peking, där han blev utslagen i försöksheatet på 100 meter bröstsim. Vid olympiska sommarspelen 2012 i London blev Crespo också utslagen i försöksheatet på 100 meter bröstsim.
Vid olympiska sommarspelen 2016 i Rio de Janeiro blev Crespo utslagen i försöksheatet på 100 meter bröstsim.